# 迈克尔·卡斯特罗·德玛丽亚
迈克尔·卡斯特罗·德玛丽亚（法語：Mike Castro de Maria，1972年—）是来自法国戛纳的電子音樂作曲家，出生於日内瓦，其母亲為法裔意大利人、父亲為加利西亚人。他的名字是父母姓名的组合，且也被本人用作艺名。
他於十五岁时开始使用贝斯，因此他在蔚藍海岸之类的乐队崭露头角。 1991年，他组建了乐队 Loi 91-32，这个尝试延续了一年多。
1994年，在Blitz夜总会，他遇到了Charlotte＆Max，里维埃拉的一位DJ，向他介绍了电子音乐。而后Charlotte＆Max创立了Twiggy唱片公司。
2005年，迈克尔·卡斯特罗·德玛丽亚发布了他的第一张专辑《甜美的休息室》。 2006年，他遇到了Anne Moreau，其人为“Live goes”的作了词。自2007年6月上线以来，《甜糖休息室》是该系列的第二部作品。
2010年12月，经过两年的工作后，德玛丽亚发布了单曲“冬季运动会”。这是一张电子鼓贝斯乐。
2011年2月，他发布了Ultrasonique系列的第一部作品“Tempus fugit”。

### 专辑：
- 2002 : 梦时间
- 2003 : 电子家庭时光
- 2005 : 甜美的休息室 Distributor
- 2007 : 甜糖休息室 Distributor
- 2010 : 冬季运动会 Distributor
- 2011 : Tempus Fugit Distributor